# Cameron Ayers
Cameron Alexander Ayers (Columbus, 18 settembre 1991) è un ex cestista statunitense, professionista in D-League ed in Europa.
Suo padre è l'allenatore NBA Randy Ayers, e anche suo fratello Ryan è un cestista professionista.

## Palmarès
- Lega Baltica: 1

Siauliai: 2015-16